# PSTricks
Bei PSTricks handelt es sich um eine Sammlung von Makros, die es erlauben, PostScript-Grafiken in TeX oder LaTeX einzubinden. Es wurde ursprünglich von Timothy Van Zandt entwickelt und heute u. a. von Denis Girou, Sebastian Rahtz und Herbert Voß weitergeführt. Es ist heute in Publikationen in vielen Bereichen der Naturwissenschaft und Technik von großer Bedeutung. Unter anderem können mit zahlreichen Paketen mathematische Funktionen dargestellt werden.

## Beispiel

PSTricks-Beispielgrafik

Mit folgendem LaTeX-Quelltext lässt sich die rechts dargestellte einfache Beispielgrafik erstellen:
```
\begin
{
pspicture
}
(5,5)
  
%% rotes Dreieck:

  
\pspolygon
[linecolor=red]
(1,1)(5,1)(1,4)
  
%% grüne Bézierkurve:

  
\pscurve
[linecolor=green,linewidth=2pt,
%

    showpoints=true](5,5)(3,2)(4,4)(2,3)
  
%% blauer Kreis mit Radius 1:

  
\pscircle
[linecolor=blue,linestyle=dashed]
(3,2.5)
{
1
}

\end
{
pspicture
}

```

Mit Hilfe der durch PSTricks zur Verfügung gestellten LaTeX-Kommandos lässt sich eine Vielzahl an geometrischen Objekten zeichnen, deren Aussehen (zum Beispiel Farbe, Linienstärke) durch die Angabe von zusätzlichen optionalen Parametern nahezu beliebig angepasst werden kann. Koordinaten werden in runden Klammern angegeben. Es gibt eine große Anzahl von Paketen für die verschiedensten Anforderungen, beispielsweise pst-geo:

Ausgabe des Beispiels

```
\psset
{
path=Links/texmf-local-generic/pst-geo/data/
}
% Anpassen an eigenes System

\begin
{
pspicture
}
(-7,-3.5)(7,3.5)
  
\psframe*
[linecolor=black!30]
(-7,-3.5)(7,3.5)
  
\WorldMap
[type=4,unit=0.7]
% andere Typen sind möglich

\end
{
pspicture
}

```